# Batalla de Croix-Bataille
La batalla de Croix-Bataille va tenir lloc durant el Gir de galerna durant la Revolta de La Vendée.

## Preludi
Article detallat: Gir de galerna.
L'exèrcit catòlic i reial acabava de capturar Laval. La nit del 25 d'octubre de 1793, les tropes de François-Joseph Westermann i Michel de Beaupuy van fer la seva unió a Château-Gontier, van precedir el cos principal de l'exèrcit republicà comandat per Jean-Baptiste Kléber i François Séverin Marceau. Malgrat l'esgotament dels seus soldats i les objeccions de Beaupuy que defensava esperar el cos principal, Westermann volgué immediatament atacar.

## Batalla
Arribat tota la nit davant de Laval, Westermann va enviar el capità Hauteville a una missió de reconeixement. Però aquest moviment va despertar els vendeans que van vèncer el general i van abandonar la ciutat per trobar-se amb els blaus.
Westermann amb prou feines va tenir temps de desplegar les seves tropes al pantà de Croix-Bataille quan els Vendeans ja atacaven. Ràpidament la cavalleria va fugir i va omplir de desordre a les files republicanes. Un destacament de Vendeans i Chouans dirigit per Aimé Picquet du Boisguy va prendre els republicans per la rereguarda, cosa que va completar el recorregut d'aquest últim. Totalment desbordats per les xifres, es van retirar a Château-Gontier.
L'endemà de la batalla, la major part de l'exèrcit republicà es va unir a Westermann a Chateau-Gontier. L'acció de Westermann va fer enfadar a Kleber, que posteriorment va decidir suspendre la persecució per donar dos dies de descans a la tropa que estava esgotada.

## Pèrdues
Es desconeixen les pèrdues de la Vendée i no es coneixen amb exactitud les dels republicans. Segons Yves Gras, aquest últim va deixar a terra 1.600 homes. Charles-Jacques Lauron, lloctinent de l'exèrcit de Mainz, informa en una carta a la seva dona: "Vam tenir més de 600 a 700 ferits en aquest afer; no sabem el nombre de morts que hem perdut el camp de batalla".